# Аксьоново (Єльцовський район)
Аксьо́ново (рос. Аксёново) — село у складі Єльцовського району Алтайського краю, Росія. Входить до складу Мартиновської сільської ради.

## Населення
Населення — 25 осіб (2010; 60 у 2002).
Національний склад (станом на 2002 рік):
- росіяни — 100 %